# Micrologus
O Micrologus é um tratado musical escrito pelo monge italiano Guido d'Arezzo em torno de 1026. Seu conteúdo aborda as práticas vocais e pedagógicas do canto gregoriano, traz uma seção sobre a música polifônica primitiva, o organum, e descreve os intervalos aceitáveis para a escrita a duas vozes.